# Ветхоріздвяний монастир
Ветхоріздвяний Георгіївський монастир — колишній православний монастир, заснований у першій половині XVII століття в урочищі Ветхе поблизу Ніжина, хоча архієпископ Філарет, без достатніх доказів, відносить заснування монастиря до XIV століття.
Монастир відомий також під назвою «Красноострівський», що походить від географічного розташування монастиря на красивому (красному) високому пагорбі на лівому березі річки Остер.

## Історія
Ветхоріздвяний Георгіївський монастир збудований у першій половині XVII століття за сприяння православного шляхтича на прізвисько Біла Шапка, який заповів монастирю власний маєток на березі Остра. Дарований маєток, у західній околиці Ніжина, став першою оселею монахів. Головним храмом монастиря, на той час, була церква Різдва Пресвятої Богородиці з приділом святого Георгія. Ще з часів Київської Русі територія Ветхоріздвяного монастиря була захищена двома земляними валами, що дозволяло місцевому населенню в XVII столітті використовувати монастир як фортецю для захисту ніжинців від нападу поляків та татар.
Починаючи від Богдана Хмельницького, який своїм універсалом від 22 листопада 1654 року закріпив за монастирем містечко Мрин з навколишніми селами — Салтикова Дівиця, Блистове, Волосківці, Стольне, Мильники, Талалаївка та іншими, дарованими монастирю ніжинським полковником Іваном Золотаренком. Також згадується 1660 року у грамоті московського царя Олексія Михайловича.
У володінні монахів було і безліч млинів на Острі, що були спалені запорожцями кошового отамана Івана Брюховецького під час Чорної ради 1663 року у Ніжині. Незважаючи на значні земельні володіння та працелюбність монахів наприкінці XVII століття господарське життя Ветхоріздвяного Георгіївського монастиря занепало.
1716 року, рятуючи фактично зниклий монастир, митрополит Рязанський і Муромський Стефан Яворський, за погодженням із гетьманом Іваном Скоропадським, приєднує Ветхоріздвяний Георгіївський монастир до володінь новозбудованого в Ніжині Благовіщенського монастиря.
На монастирському цвинтарі поховано ніжинського війта Петра Тернавіота (бл. 1700 — після 1774) та першого директора Ніжинської гімназії вищих наук імені князя Безбородька Василя Кукольника.
Після більшовицького перевороту 1917 року й встановлення радянської влади Ветхоріздвяний Георгіївський монастир було закрито, пізніше перетворено на притулок для безпритульних, а згодом віддано на потреби місцевого колгоспу.
Перед другою світовою війною залишки будівель монастиря та могильних склепів з монастирського цвинтаря були повністю розібрані місцевими мешканцями для будівництва власних господарських споруд.
Нині на території колишнього монастиря збудовано пам'ятну капличку.